# Carex oronensis
Carex oronensis är en halvgräsart som beskrevs av Merritt Lyndon Fernald. Carex oronensis ingår i släktet starrar, och familjen halvgräs.
Artens utbredningsområde är Maine. Inga underarter finns listade i Catalogue of Life.